# 阿扎巴 (阿爾及利亞)
36°44′N 7°06′E / 36.733°N 7.100°E

阿扎巴（阿拉伯语：‎），是阿爾及利亞的城鎮，位於該國東北部，由斯基克達省負責管轄，是阿扎巴區的首府，面積206平方公里，海拔高度103米，2016年人口为100,900人，人口密度每平方公里490人。